# 下徳富神社
下徳富神社（しもとっぷじんじゃ）は、北海道樺戸郡新十津川町花月258に所在する神社。
近代社格制度の施行中は遥拝所であったため、いわゆる旧社格はない。

## 祭神
- 天照大神（あまてらすおおみかみ）
- 保食神（うけもちのかみ）
- 少彦名神（すくなひこなのかみ）
- 大己貴神（おおなむちのかみ）
- 豊受毘売神（とようけひめのかみ）
- 天穂日神（あまのほひのかみ）

## 歴史
1908年（明治38年）、玉置神社（後の新十津川神社）の遥拝神碑として木角柱が建てられ、西ケ丘遥拝所または下徳富遥拝所と呼ばれた。翌1909年（明治39年）、斎藤由太郎と熊田小作がそれぞれ1反歩の土地を境内敷地として寄進。さらに1910年（明治40年）には平屋建の拝殿が造営された。
創立時は日露戦争の最中であり、武運長久や戦勝を祈願するため玉置神社に参拝する人が多かった。しかし交通機関も自家用車もない時代にあって、遠方に在住する人が神社に参詣するのは大変な苦労が伴う。そこで直接参詣する代わりに遠くから玉置神社の方角を拝むため、このような施設が求められたのである。
だが一方で1910年（明治40年）ころには、上徳富と下徳富それぞれの土功組合の間で徳富川の水利権をめぐる抗争が繰り広げられていた。上徳富に所在する玉置神社とは別に、わざわざ下徳富遥拝所を設けたのは、こうした地域間のいがみ合いが一因となっているという説もあるが、真相は定かではない。
1937年（昭和12年）7月30日、社殿が建立される。
1949年（昭和24年）1月、遥拝所を正式な神社へと昇格させるよう神社本庁に出願され、翌1950年（昭和25年）1月20日に登録の許可が下りる。同年11月22日に6祭神が決定し、12月25日に下徳富神社としての宗教法人の設立登記が行われた。
1962年（昭和37年）11月23日、総工費150万円をかけた新たな社殿が完成した。